# Arcesilao
Arcesilao (in greco antico: Ἀρκεσίλαος?, Arkesílaos; Pitane, 315 a.C. – Atene, 241/240 a.C.) è stato un filosofo greco antico.

## Biografia
Arcesilao venne probabilmente ad Atene all'inizio del III secolo a.C.. Fu allievo di Autolico di Pitane, di Teofrasto e infine di Crantore. Fu colui che iniziò l'indirizzo scettico all'interno dell'Accademia platonica, di cui divenne scolarca attorno al 265 a.C.
Arcesilao non scrisse nulla e lo conosciamo solo attraverso testimonianze indirette. Particolarmente importanti sono quelle di Cicerone e di Sesto Empirico, secondo il quale il filosofo non espose alcuna teoria propria ma si limitò a criticare le opinioni altrui.
Scrive di lui Diogene Laerzio:

## Pensiero
La posizione di Arcesilao nella corrente filosofica dello scetticismo è confermata innanzitutto dall'opposizione che ebbe al suo pensiero Timone di Fliunte che non accettava che un accademico platonico si mescolasse alla sua dottrina. Invero anche Socrate e Platone avevano applicato confutazioni di tipo scettico nei loro dialoghi ma come mezzo per il raggiungimento di una verità di cui non si dubita e non come fine per dimostrare, come fa Arcesilao, l'impossibilità di una conoscenza al di fuori di ogni dubbio.
Il metodo dialogico confutatorio viene infatti utilizzato da Arcesilao in modo scettico andando oltre Socrate e Platone, affermando che l'uomo non può riconoscere con sicurezza neppure la sua ignoranza. Per arrivare a ciò Arcesilao utilizzava un metodo di confutazione che prevedeva che venissero poste delle domande all'interlocutore che veniva spinto ad aderire alle tesi del filosofo che poi, invece, controbatteva con tesi contrarie a quelle stesse che il dialogante aveva appena condiviso, di modo che ogni verità, sia dell'uno che dell'altro interlocutore, venisse alla fine esclusa.
Tale meccanismo dialettico aveva lo scopo di giungere alla conclusione che né con i sensi né con la forza del proprio intelletto è possibile avere una qualsiasi conoscenza certa.
Arcesilao è infatti fortemente polemico nei confronti dello Stoicismo che identificava la verità nella "rappresentazione o fantasia catalettica" (φαντασία καταληπτική) nel senso che si può ritenere attendibile, cioè avere comprensione, afferrare ("catalessi"), ciò che ci si presenta in modo evidente e al di sopra di ogni obiezione. Sarà poi il nostro assenso a considerare vera quell'immagine, ma potremo anche non dare il nostro assenso oppure sospenderlo (epoché).
Per Arcesilao invece questo meccanismo di conoscenza non genera certezza di verità ma semplicemente opinione per cui non solo nei casi in cui manca l'evidenza ma sempre il saggio dovrà applicare la "sospensione del giudizio" nei confronti della apprensione dell'oggetto sensibile. Arcesilao cioè generalizza il criterio stoico dell'epoché poiché ritiene che un'evidenza completa ed assoluta non possa esserci mai.
A questa confutazione scettica di Arcesilao gli stoici obiettavano che se all'uomo è dato di avere solo opinioni allora tutta la sua vita sarà sottoposta all'incertezza poiché, se è vero che la conoscenza è la premessa dell'agire, col criterio della totale sospensione del giudizio ogni azione diveniva impossibile.
Arcesilao tuttavia non rinunciava per questo alle sue convinzioni e rispondeva che la soluzione del problema della ricerca della vita felice era nell'applicare il criterio dell'εὔλογον (eulogon da eu, bene e logos, ragione), del "ragionevole", nel senso che un comportamento accettabile è quello che una volta messo in atto, anche dopo l'epoché, può essere sostenuto e difeso come ispirato da una buona ragione, quella cioè plausibile.
Secondo fonti molto incerte Arcesilao venne accusato di slealtà e di doppiezza di pensiero, nel senso che avrebbe predicato uno scetticismo esteriore per convenienza, mentre all'interno dell'Accademia conservava le tipiche posizioni dogmatiche. Lo scetticismo di Arcesilao del resto non era una posizione originale, ma derivava essenzialmente da Pirrone che, ad esempio, per primo aveva parlato di "astensione del giudizio" e di "adoxia" che Arcesilao aveva ripreso nella sua critica dello stoicismo parlando di "sospensione del giudizio.
Tuttavia grandi differenze vi erano riguardo al tema del problema della ricerca di una vita felice che per Pirrone si traduce nella rinuncia, nell'imperturbabilità e nell'impassibilità. Lo scetticismo accademico di Arcesilao non considera questo problema e mira invece soprattutto ed unicamente a confutare ed annullare l'avversario stoico, ma alla fine si conclude in se stesso non offrendo nessuna prospettiva positiva e costruttiva per la vita dell'uomo.